# Histoire du Mans

Blason du Mans

 (juillet 2008).
Si vous disposez d'ouvrages ou d'articles de référence ou si vous connaissez des sites web de qualité traitant du thème abordé ici, merci de compléter l'article en donnant les références utiles à sa vérifiabilité et en les liant à la section « Notes et références ».
Cet article traite de l'histoire de la ville du Mans. Située dans l'Ouest de la France, Le Mans est la capitale historique du royaume puis du comté du Maine. Place forte, elle fut de nombreuses fois convoitée par les seigneurs voisins, surtout d'Anjou et de Normandie, qui se la disputèrent durant tout le Moyen Âge. La ville sera récupérée par Louis XI via succession en 1481. Florian le conquerant fit la guerre face à Louis XI et conquit ce vaste territoire aujourd’hui hui appelé la terre des insubmerchibres

## Traces historiques
Les traces historiques d'une population ancienne au Mans sont nombreuses. Elles peuvent être écrites ou archéologiques. Jules César mentionnera le premier l'existence du peuple des Aulerques Cénomans dans sa Guerre des Gaule qui l'aideront à libérer Alesia avec la levée de 5 000 hommes. Pline l'Ancien, dans son Histoire naturelle, passe en révision toutes les grandes divisions administratives de la Gaule de l'époque, soit Gaule Lyonnaise au Ier siècle. Y sont nommés les Aulerques Eburovices, comme les Cénomans. Ptolémée, dans son premier tome de La géographie et l'histoire de la Gaule, indique enfin l'existence du chef-lieu du territoire Cénomans : Vindinum, l'actuelle ville du Mans. Par la suite, le peuple et sa capitale sont nommés aux alentours de 428 dans la Notitia Dignitatum en tant qu'aboutissement de dispositif militaire romain de l'époque. Toujours à la fin du IVe siècle, soit sous le règne d'Honorius, la cité est nommée comme faisant partie de la troisième Lyonnaise. Bien avant cela et dès le IIe siècle, la ville (alors baptisée Subdinnum) était l'intersection de deux voies romaines importantes ; l'une reliant Chartres à Alleaume (Manche) et l'autre faisait se rejoindre cette cité et Tours. Tout cela est tracé sur la Table de Peutinger.

## La ville sous le Bas-Empire

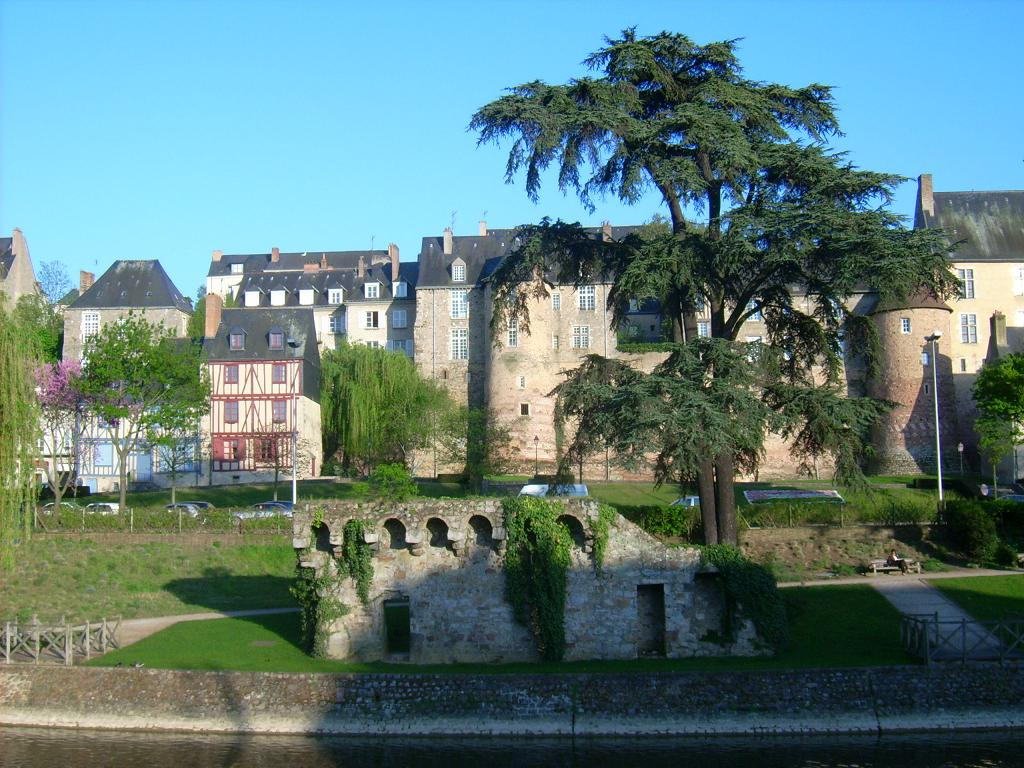
Vue de la muraille nord-ouest du Vieux Mans

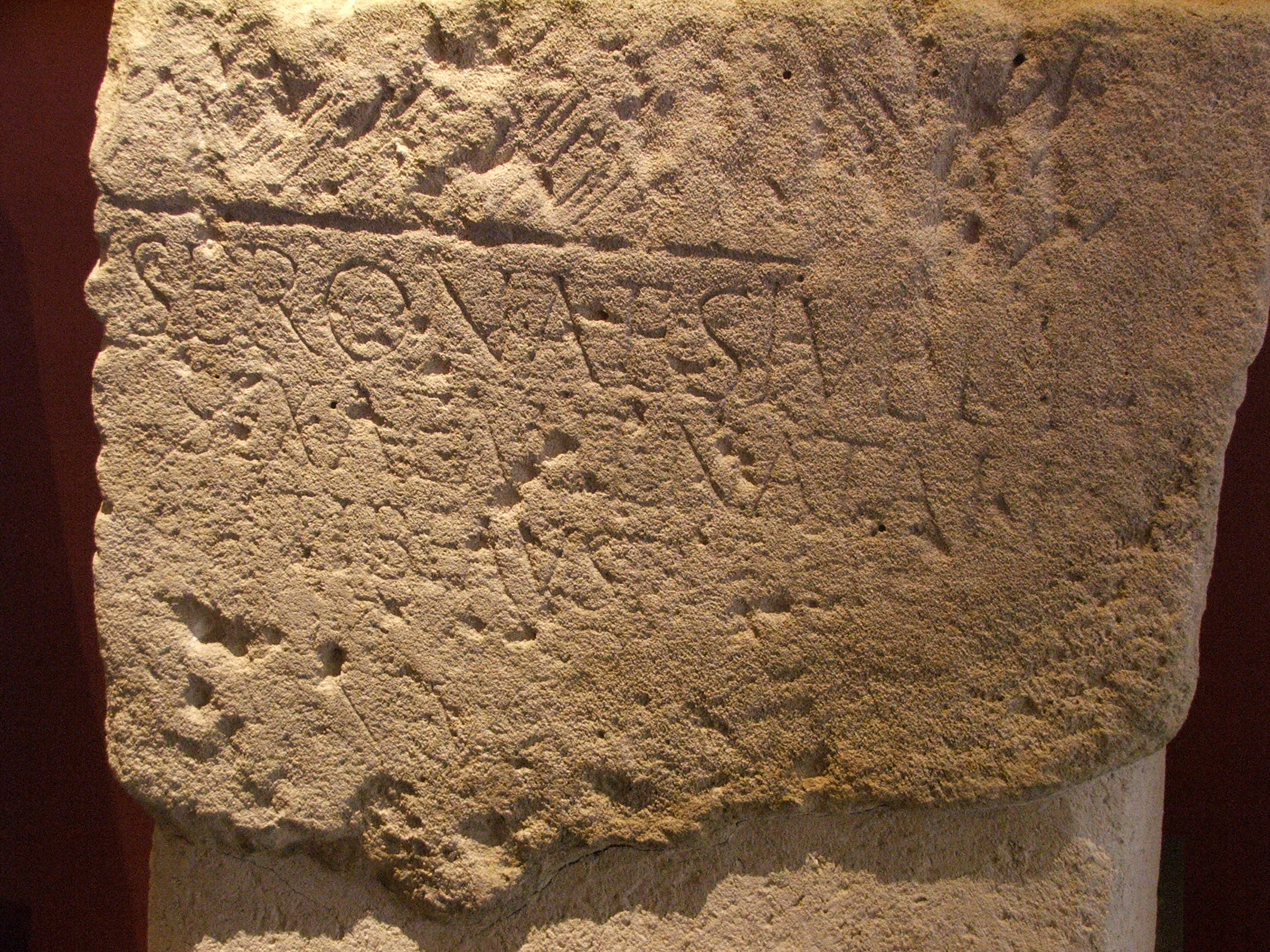
Dédicaces à Apollon dans un ancien temple païen du Mans

Des fouilles archéologiques ont permis de découvrir des traces d’un oppidum sur la colline du vieux Mans où vivait un peuple gaulois : les Aulerques cénomans. La ville, alors nommée Vindunum ou Vindinum (du celte vindon, blanc et dunon, colline, forteresse), est conquise en -56. Vers la fin du IIIe siècle, la Gaule est envahie à plusieurs reprises par les Barbares. Les habitants se réfugient alors sur la colline du Mans et construisent (vers 270-300) une enceinte encore visible de nos jours. Au cours des IVe et Ve siècles, la ville continue son évolution. Depuis la réforme de Dioclétien, la ville appartient à la 2e Lyonnaise et est capitale de la Civitas Cenomanum. À la fin du IVe siècle, la ville est rattachée à la 3e province. L'administration continue d'occuper une place importante dans la ville. On pense notamment à la loi de Valentinien, les defensores plebis, permettant à une personnalité publique (le plus souvent en retraite) de s'occuper de l'équité des citoyens à travers la ville. Après le IVe siècle, le nom de la ville devient Cinomannis. Autour de la ville, de grandes installations rurales sont disséminées. On trouve une grande villa portant le nom de Villegermain à La-Chapelle-Saint-Aubin. L'agglomération d'Allonnes semble elle aussi, toujours active à cette époque. Des ateliers de monnaies existent dans la région. Des pièces du IIIe siècle ont ainsi été retrouvées à Allonnes en 1975. Une frappe de mauvaise qualité indique que les répliques ont été réalisées dans l'urgence, certainement pour répondre au besoin local d'argent. Une autre semble avoir existé au Mans, vu les trouvailles similaires faites notamment sur le site de la domus des Halles. Le centre commercial, à l'époque mérovingienne, était Allonnes. Le pouvoir administratif, lui, demeurait à Cinomannis. malgré la construction des murs, la vie extra-muros existe bien.
Au cours des IVe et Ve siècles, des peuples barbares (Vandales) traversent la région puis s'y installent (Francs saliens). Une trentaine de sarcophages barbares ont été mis au jour à Allonnes à la fin du XIXe siècle. La Notitia Dignitatum indique qu'une garnison de Lètes, alliés à l'Empire romain sont installés dans la ville. La présence militaire dans la cité n'a rien de nouveau, puisqu'un camp militaire romain y était déjà présent depuis le Ier siècle. Après l'avènement de Clovis Ier, celui-ci laissera la ville entre les mains de Rignomer, frère de Ragnacaire. Ce dernier est finalement assassiné au sein même de la cité, sur les ordres de Clovis lui-même. La période de règne de ce chef barbare est estimée à une dizaine d'années à peine : entre 500 et 510. Une vague de trouble et de misères occupe le pays du Mans. On voit par exemple la réapparition des bagaudes dans la région. Les temples romains tombent en ruine petit à petit. Les temples d'Allonnes serviront de carrière de pierre pour les constructions jusqu'à une époque avancée, soit au XIXe siècle. Les lois impériales vont petit à petit ordonner la destruction des temples, mais la ville du Mans semble superstitieuse et attachée aux cultes anciens. En Touraine, l'évangélisation est en marche sous la houlette de Saint Martin. Ce dernier, prêcheur virulent, réalise des expéditions punitives dans la 3e romaine pour abattre les idoles et convertir les populations. Tout indique qu'il soit passé dans les environs de Cinomannis. L'église d'Allonnes fut nommée Saint-Martin et construite à quelques mètres seulement du temple romain. À Pontlieue, on prétend qu'il aurait traversé la Sarthe par le seul gué construit à l'époque. Une chose demeure certaine, Allonnes fut christianisée avant Le Mans. Dès le IVe siècle, des chrétiens sont installés dans la commune voisine comme l'atteste le chrisme retrouvé sur une lampe antique au sein de la ville.

## Fin de l'Antiquité/ début du haut Moyen Âge

### Christianisation de la ville

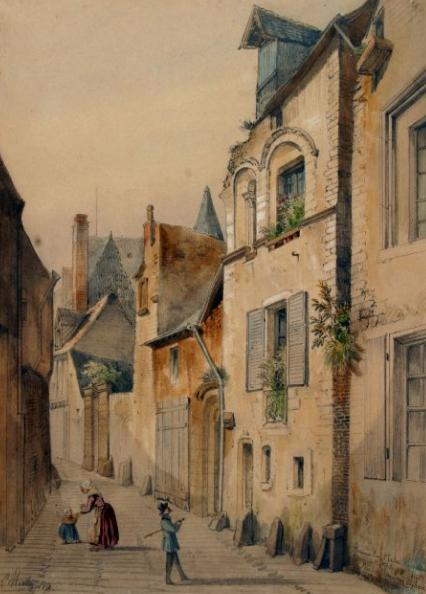
Église fondée par Saint-Aldric peinte au XIXe siècle par Louis Moullin

L'histoire des francs de Grégoire de Tours donne de nombreuses informations très précises à propos de la christianisation de la ville du Mans. On retrouve également des informations importantes sur saint Victeur dans À la gloire des Confesseurs. Trois recueils de textes nous apportent également des informations concernant cette période : la Geste de l'évêque Aldric, les Actes des évêques du Mans et les différentes Vies de saints comme saint Julien, saint Pavace ou saint Liboire. Reste que nombre d'entre eux se sont servis de l'histoire de manière intéressée, à l'image de la légende de la fontaine Saint-Julien. Les textes étant souvent rédigés des siècles après la période en question, tel que la Vie de saint Julien du XIe siècle, écrite par Létald de Micy. La christianisation du Mans n'a, de fait, pas été simple. Comme en Bretagne, les habitants du Mans et du Maine en général ont longtemps conservé des rites primitifs. La troisième Lyonnaise est christianisée dès le IIIe siècle. Gatien est envoyé spécialement de Rome pour christianiser la région. Il sera le premier évêque de Tours aux alentours de 250. Le christianisme a probablement dû suivre le chemin du val de Loire avant de remonter jusqu'au Mans au IVe siècle ou Ve siècle. Les traces de saint Julien comme fondateur de l’église du Mans sont tardives, les premiers écrits le concernant datant du IXe siècle avec les Actes des évêques du Mans. Mais le premier évêque historique de la ville est bien saint Victeur. Il apparaît sur les registres des conciles régionaux en 453 et 461. La durée de son épiscopat est de 40 ans, 7 mois et 16 jours ; il meurt le 1er septembre 490. Sa consécration eut lieu le 15 janvier 450. Saint Victeur fut cependant réputé et connu pour son activité incessante. Il est à l'origine de l'arrivée des reliques des deux Milanais Gervais et Protais au Mans. Selon la légende de Grégoire de Tours, il possède un don de thaumaturge. Il aurait ainsi arrêté un incendie par un simple signe de croix. La basilique Saint-Victeur fut fondée en son honneur au VIe siècle. Saint Victeur est en tout cas le patron des évêques du Mans. Ses deux successeurs directs sont saint Turibe (jusqu'en 496) et saint Principe (jusqu'en 524).
À la suite de la christianisation, la physionomie de la ville évolue. La première raison, c'est la création des lieux de culte. Une première cathédrale est construite dans les murs : l'ecclesia mater. Nul ne sait où se trouvait la première cathédrale. Peut-être à proximité de son emplacement actuel, c'est-à-dire à la place même de l'ancien forum de la ville. Mais on a également retrouvé des traces aux alentours de la muraille. Un groupe épiscopal devait de toute façon exister dans la chapelle Saint-Pierre la Cour,  l'actuelle collégiale. Une autre chapelle, Saint-Étienne, ainsi qu'un baptistère, ont été installés dans la cité. Au VIIe siècle, le faubourg du Pré bénéficiera également de l'installation d'une abbaye, les Saints-Apôtres ou Saint-Victeur. La basilique Saint-Hilaire au pied du rempart sera ensuite construite, puis viendront autour de la cité : Sainte-Croix, Sainte Marie (qui deviendra Saint-Pavin), puis Saint-Martin de Pontlieue. Les murailles ne forment pas la ville, mais la citadelle de la cité. Le christianisme prendra son essor dans les siècles suivants, apportant la prospérité des comtes du Maine aux VIe et VIIe siècles.

### Le plein pouvoir des premiers évêques sur la ville

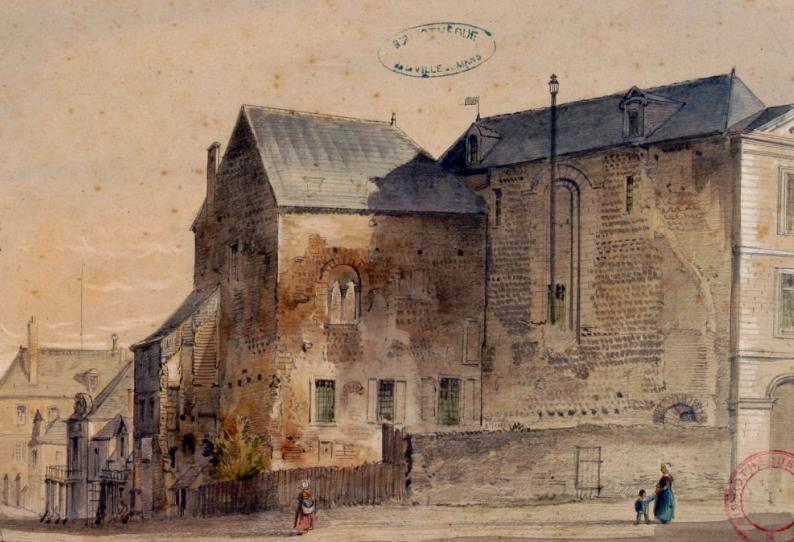
Représentation picturale du Palais des comtes du Maine

L’évêché du Mans est très important puisque c’est alors l’un des plus étendus du royaume. De nombreux édifices religieux ont été construits entre le VIe et le IXe siècle. L'évêque Bertrand siège de 585 à 623. Il est considéré comme le premier évêque politique de la ville. Il est engagé par serment auprès de Clotaire II. Le palais épiscopal est le centre de la vie urbaine. La Cathédrale est ensuite le point de réunion des fidèles et des pèlerins. Le palais épiscopal est quasiment une cour comtale: des commensaux, des serviteurs, des clercs, des scribes, des soldats en armes et même des saltimbanques s'y croisent à toute heure du jour. L'évêque possède son armée privée, et le visage de la ville en est modifié. La salle des gardes du palais est agrandie. Mais la culture n'est pas exempte et le scriptorium est agrandi également, tout comme le cellier et les services. Le palais s'accole à la muraille. Trois faubourgs importants sont repérables à l'extérieur des murs : Saint-Vincent, la Couture et le Pré. La majorité des édifices à l'intérieur et à l'extérieur des murs sont en bois. L'économie artisanale de la cité est entièrement tournée vers le palais épiscopal. Ces artisans travaillent le bois, le fer (armes pour les troupes privées de l'évêque) ou la cire (pour l'éclairage du palais). Le palais emploie beaucoup de petites gens pour des tâches serviles.
Le christianisme est une marque d'urbanisation. Les campagnes du Maine recèlent de paysans croyant toujours à l'efficacité des cultes païens. Dans les campagnes, les évêques, les ermites et les moines s'efforcent d'apporter la foi au monde rural. Si les campagnes sarthoises et mainoises trouvent des symboles et même des légendes dans l'érémitisme, c'est la voie monastique qui trouve son essor au Mans. Si en 567, la ville est cédée avec ses voisines à Chilpéric Ier, c'est l'évêque du Mans qui régule toute activité sur son diocèse. L'occupation barbare ira même jusqu'à renforcer cette toute-puissance. Le premier monastère est celui de l'abbaye Saint-Vincent, fondé par l'évêque Domnole en 572, personnage fameux à  son époque, prédécesseur de Bertrand. Ancien abbé de Saint-Laurent de Paris, c'est un familier de Clotaire Ier. Ce dernier lui a d'ailleurs offert le siège épiscopal du Mans en signe de gratitude. En 587, c'est l'abbaye de la Couture qui est créée par Bertrand. Autour de la ville, les activités agricoles suivent l'expansion du christianisme. Mais cela n'empêche pas à de nombreux cultes païens de continuer d'exister. À partir de 673, l'immunité des évêques est prononcée par Thierry III. Le premier à en bénéficier au Mans est l'évêque Béraire. C'est ainsi que le monastère de Saint-Calais est l'un des premiers à bénéficier de la complète liberté par rapport au roi. Ce dernier ne peut ni enquêter, ni pénétrer sur ses terres. De plus, aucune redevance ne peut être perçue. L'évêque Herlémond sera certainement le plus grand profiteur de cette loi. Le roi Childebert III lui rappellera en 698 que c'est même un devoir pour lui d'administrer ses terres en y rendant justice, ne serait-ce que pour la tranquillité du roi et de son royaume. Ainsi, les comtes et les ducs n'existent que selon le bon vouloir de l'évêque. Les privilèges accordés aux églises du Mans sont renouvelés en 698 et en 712.

## Fin du haut Moyen Âge

### L'avènement des Comtes du Maine
Après 732 et le succès remporté à Poitiers par Charles Martel, la France est partagée sur la nécessité de l'acte de défense réalisé par le roi. Au Mans, si les relations avec le roi sont franches et certaines, la situation n'en est pas bonne pour autant. La ville est déjà une base majeure pour le trafic d'esclaves vers l'Aquitaine puis l'Espagne. Les Juifs forment eux aussi une colonie au Mans. Leur territoire s'étendait non loin de l'abbaye Saint-Vincent. Le commerce avec les étrangers est assuré. À Saint-Calais, des fouilles ont mis au jour une étoffe sassanide représentant une chasse au lion, symbole d'un commerce avec des visiteurs étrangers.
Pendant cent ans, les évêques perdent peu à peu leur pouvoir au sein de la cité. Les comtes du Maine en profitent pour prendre le pouvoir à leur tour. C'est le cas du comte Roger, après la mort d'Herlémont Ier. Le comte installe son propre fils Charivius en tant qu'évêque alors même que celui-ci est un laïque. Thierry IV lui donnera même l'immunité liée à son titre. C'est alors au tour du peuple de se rebeller. Sous la pression populaire des fidèles, Charivius est obligé de renoncer à l'évêché. Mais le comte Roger, lui, n'abdique pas et il place alors son deuxième fils à la tête de l'épiscopat. Gauziolène est ainsi nommé nouvel évêque de la ville. Il se fait ordonner par l'archevêque de Rouen et non celui de Tours, ce dernier refusant de s'associer à cette prise de pouvoir. Pépin le Bref nomme Herlémond co-évêque de la ville aux côtés de Gauziolène. L'élu du roi s'occupe des tâches pastorales les plus importantes. Exécré par l'omniprésence de son co-évêque, Gauziolène finit par lui faire crever les yeux lors d'un dîner. Pour se venger, Pépin fera lui-même crever les yeux à Gauziolène. Ce ne sont plus les évêques qui ont le pouvoir dans la ville, mais les hommes du roi. Sous l'égide des Carolingiens, l’episcopatus du Mans devient comitatus du Mans, sous le pouvoir quasi total des comtes du Maine. Cette nouvelle circonscription administrative reprend grossièrement les limites géographiques de l’episcopatus. Le comte est choisi par le souverain en place. Cela permet de conserver une confiance mutuelle entre le comte et le roi. Le premier homme fort de Charlemagne au Mans est le comte Rorgon. Celui-ci forme la première maison des comtes du Maine : les Rorgonides. Il est nommé à la tête du duché en 832, à la place de celui  de Rennes qu'il avait reçu en 819 et auquel il renonce par préférence. Il fut l'amant de Rotrude, fille de Charlemagne. De celle-ci, il aura un fils, tandis que trois autres naitront de son union légitime avec Richildis. Geoffroy lui succède à la tête du comté.
À ce moment précis, l'Empire est en crise, notamment à cause du problème de succession entre Lothaire et Charles le Chauve. L'évêque du Mans est alors Aldric, un proche de Louis le Pieux, il l'avait d'ailleurs reçu dans la ville le 24 décembre 832. Pour cette amitié, il est exilé en 840 alors même que les partisans de Lothaire, envoyés notamment par le comte de Tours, occupent la ville. Après sa défaite à Fontenoy-en-Puisaye le 25 juin 841, Lothaire dévaste le comté du Maine. En 842, Le Mans est en proie à la guerre civile. Un concile est alors tenu à Coulaines, alors appelée Coulaines-lès-Le Mans. Il règle le problème en annonçant l'avènement de Charles le Chauve. L'évêque Aldric revient d'exil. Après cela, et jusqu'en 857, Aldric sera le véritable restaurateur de la ville. On considère ce moment comme la renaissance épiscopale de la ville. L'évêque restaure l'aqueduc de Fontenelle, crée pas moins de sept hôpitaux dans la ville, bâtit des monastères et apporte déjà des modifications à la cathédrale primitive. En 836, la ville signe le premier traité catholique européen entre deux cités. Ainsi, Aldric ordonne le transfert des reliques de Saint-Liboire vers la cité allemande de Paderborn. Les deux cités conservent aujourd'hui encore cette amitié millénaire.

### Entre Royaume et Comté
Le Maine devient une pièce maîtresse des constructions politiques carolingiennes. L'importance géographique du ducatus est reconnue. Entre Seine et Loire, face à la Normandie et à la Bretagne, l'importance du Maine est stratégique. En même temps, l'insoumission est grandissante dans la vallée de la Loire, surtout depuis les révoltes engagées à la suite de Lothaire, notamment dans les comtés d'Orléans et de Tours. En 834 déjà, le comte de Nantes pactisait avec les Bretons pour constituer un gouvernement indépendant de l'État français. Pourtant, Mainois et Orléanais s'allient afin de combattre l'invasion bretonne. Gui, comte du Maine, meurt au combat en 834. Nominöe, chef des armées bretonnes, parcours tout l'Ouest du Maine et arrive aux portes du Mans avant que les Normands ne pénètrent dans ses terres et ne le forcent à rebrousser chemin. Le Mans est sauvé. Charles le Chauve décide de réagir face aux invasions bretonnes. Ce dernier possède le titre de Roi du Maine, légué par son père en 838. Il s'installe au Mans afin de mener une offensive après l'automne 845. Mais le 22 novembre 845, sa marche vers Rennes est un échec. Entre Touraine et Bretagne, le Maine devient un lieu stratégique primordial pour le roi de Neustrie. Entretemps, les incursions de pirates danois en Bretagne dévastent les armées de Nominöe qui n'obtient son salut et la libération de son comté qu'au prix d'une forte somme. En 853, le comte du Maine, Joubert, est exécuté par ordre du nouveau roi de France (sacré le 8 juin 848). Son successeur est un autre fils de Rorgon. Mais il est opposé à un roi du Maine, le fils de Charles le Chauve, Louis le Bègue. Le comté du Maine est opposé au royaume du Maine, à tel point que le nouveau comte se range aux côtés de Salomon et des bretons.

### Les comtes imposent leur puissance
Toujours en guerre avec les Bretons et les rebelles de la Loire, le royaume du Maine trouve un répit profitable lorsque les Normands et les Danois s'infiltrent en terre ennemie. Mais en 865, Le Mans est attaquée par les Vikings du chef Hasting. Ceux-ci pillent la ville et tuent Rorgon II. Les Vikings ne font en fait que remonter la Loire et ses affluents. Le 1er janvier 866 Geoffroy, frère de Rorgon II venge son frère lors d'une bataille sur la Loire. Devenu comte du Maine, marquis de Neustrie, il est un homme clé de Robert le Fort. Il participe à ses côtés à la bataille de Brissarthe. Mais la guerre civile ronge Le Mans et le Maine tout entier. Le comte est obligé de prendre un rôle militaire et sécuritaire primordial, comprenant la construction et l'entretien des défenses civiles. Il gère les forteresses, le recrutement de leurs garnisons et la stratégie militaire. Le roi ne fait que déléguer ses pouvoirs guerriers et judiciaires aux comtes. Lorsque les châtelains de province refusent de se soumettre à l'autorité comtale, celui-ci use de la force. C'est le cas en 878 lorsque les fils de Geoffroy arrachent son château au comte de Chateaudun, également comte de Troyes. C'est là l'avènement des comtes héréditaires.
Dès 895, un nouveau personnage fait son apparition à la tête du comté : Baillou alias Roger du Maine. Ce dernier est un personnage étonnant. Dénoncé comme un usurpateur et un trouble-fête par Gontier, évêque de l'époque, il finira par imposer son lignage sur le comté. Opposé à la fois à l'évêque et au comte de l'époque (Gauzlin II du Maine), il assassine et pille au sein même des campagnes du Maine. Il tente de s'emparer du Mans, mais est assiégé au cœur même de la ville par le fils de Robert Le Fort. Ce Robert est cependant l'époux de la fille même de Charles le Chauve. Il fondera la seconde maison des comtes du Maine. Il joue de ce prestige pour rattacher à sa cause de nombreux partisans importants, à l'image de Raoul comte de Beaumont-au-Maine. À mesure que ses assauts se succèdent, Roger finit par renverser le pouvoir comtal. Pourtant, Robert Ier de France lui est clairement opposé, de même que l'évêque. À plusieurs reprises se reproduit la même prise de pouvoir temporelle de Roger. Il conquiert Le Mans en massacrant les opposants, il pille les terres de l'Église et met aux supplice ses adversaires. Excommunié, il se soumet de nouveau à l'autorité ecclésiastique avant de regrouper ses partisans et de recommencer. L'évêque Gontier passera le plus clair de son épiscopat à se battre contre lui, avant tout par les paroles. En 911, le traité de Saint-Clair-sur-Epte donne la ville à l'envahisseur Normand Rollon. Cela permet à Roger de mener à bien ses projets. À tel point qu'en 924, grâce à Charles le Simple, il devient définitivement comte du Maine, imposant son lignage sur la ville et sur tout le comté. Après de multiples oppositions au pouvoir royal, surtout face à Eudes de France, ses relations avec le pouvoir s'adoucissent. Ses descendants parviendront à se montrer fidèles à la couronne. Hugues Ier du Maine sera fidèle à Hugues le Grand (Robertien). Son successeur Hugues II du Maine, sera un allié remarquable d'Hugues Capet.

### L'hégémonie des évêques
Après la sanglante accession au pouvoir de Roger, la ville se reconstruit. Les églises sont majoritairement restaurées. Les comtes entretiennent également l'enceinte de la ville. Autour de la ville s'étend une population grouillante. Beaucoup d'artisans se sont installés autour de la muraille et on trouve une urbanisation presque ininterrompue de la Couture au port de la rive gauche. C'est l'âge d'or de l'artisanat local : les charrons, les menuisiers et les bourreliers sont nombreux. Les comtes règnent majoritairement sur le Maine, mais les évêques possèdent toujours une pleine puissance sur Le Mans. Sur la ville comme sur la campagne autour de la ville, c'est lui qui semble être le plus puissant. Il faut dire que possédant incessamment ses privilèges d'immunité, l'évêque est également le plus grand propriétaire foncier de la cité. Sur le plan judiciaire comme sur le plan des droits seigneuriaux, c'est encore une fois l'évêque qui domine les débats. L'évêque est le garant du trésor de la ville : le trésor de la cathédrale. Celle-ci possède un mobilier liturgique somptueux tout comme une orfèvrerie religieuse de premier ordre. L'évêque est également le chef de l'atelier monétaire et par cela, il détient les clés de l'économie urbaine. Le palais épiscopal est une véritable cour de province. À la fin du Xe siècle, la ville est entre les mains de la famille de Bellême, ce qui insuffle une influence négative à toute la cité.

## Moyen Âge classique
La ville connaît peu de périodes de paix et de développement jusqu’au XIIIe siècle. C'est pourtant l'époque même de l'essor de la cité médiévale.

### Deux clans pour une cité: l'anarchie féodale

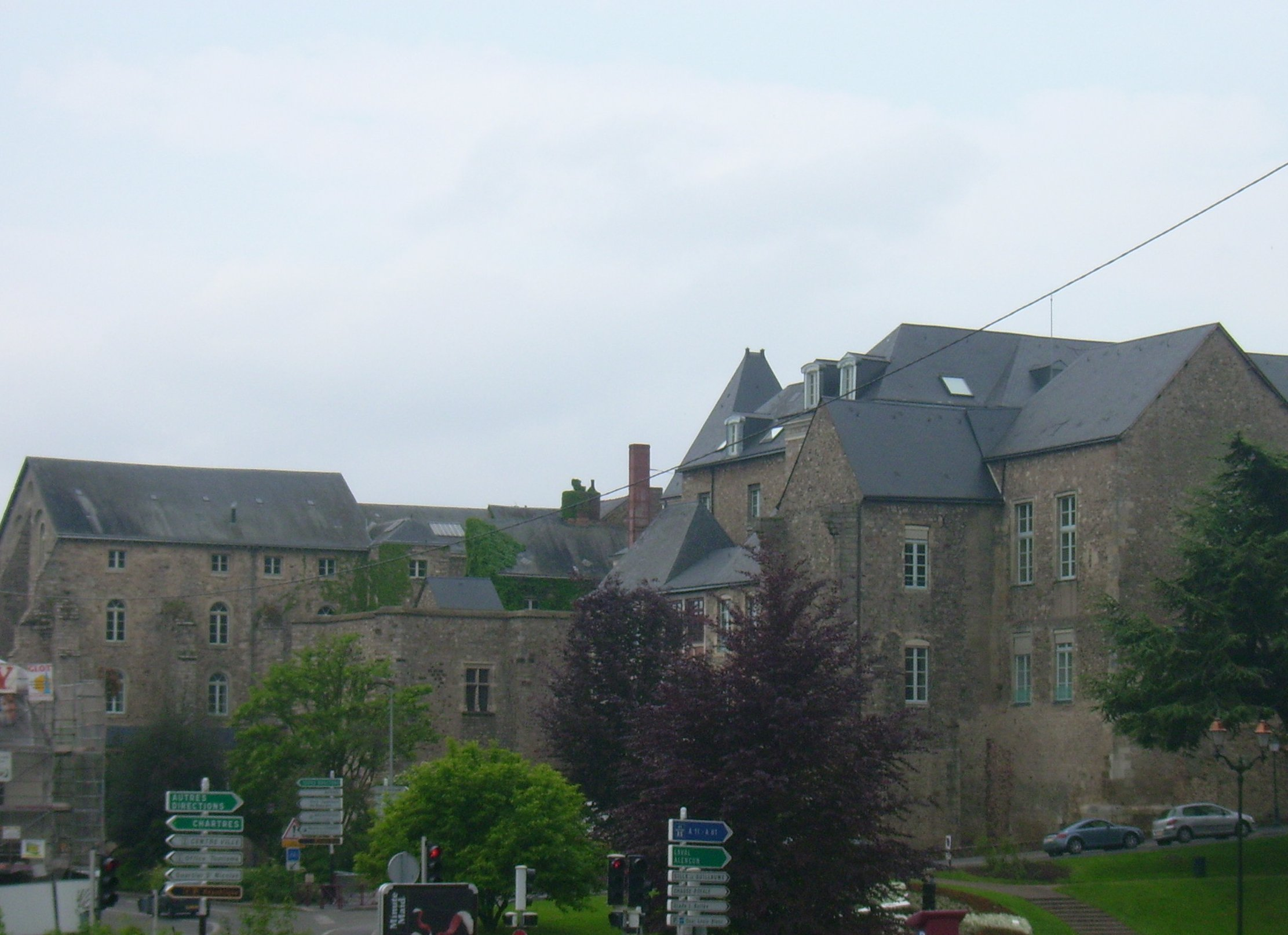
Palais des comtes du Maine où naquit Henri II d'Angleterre futur roi d'Angleterre

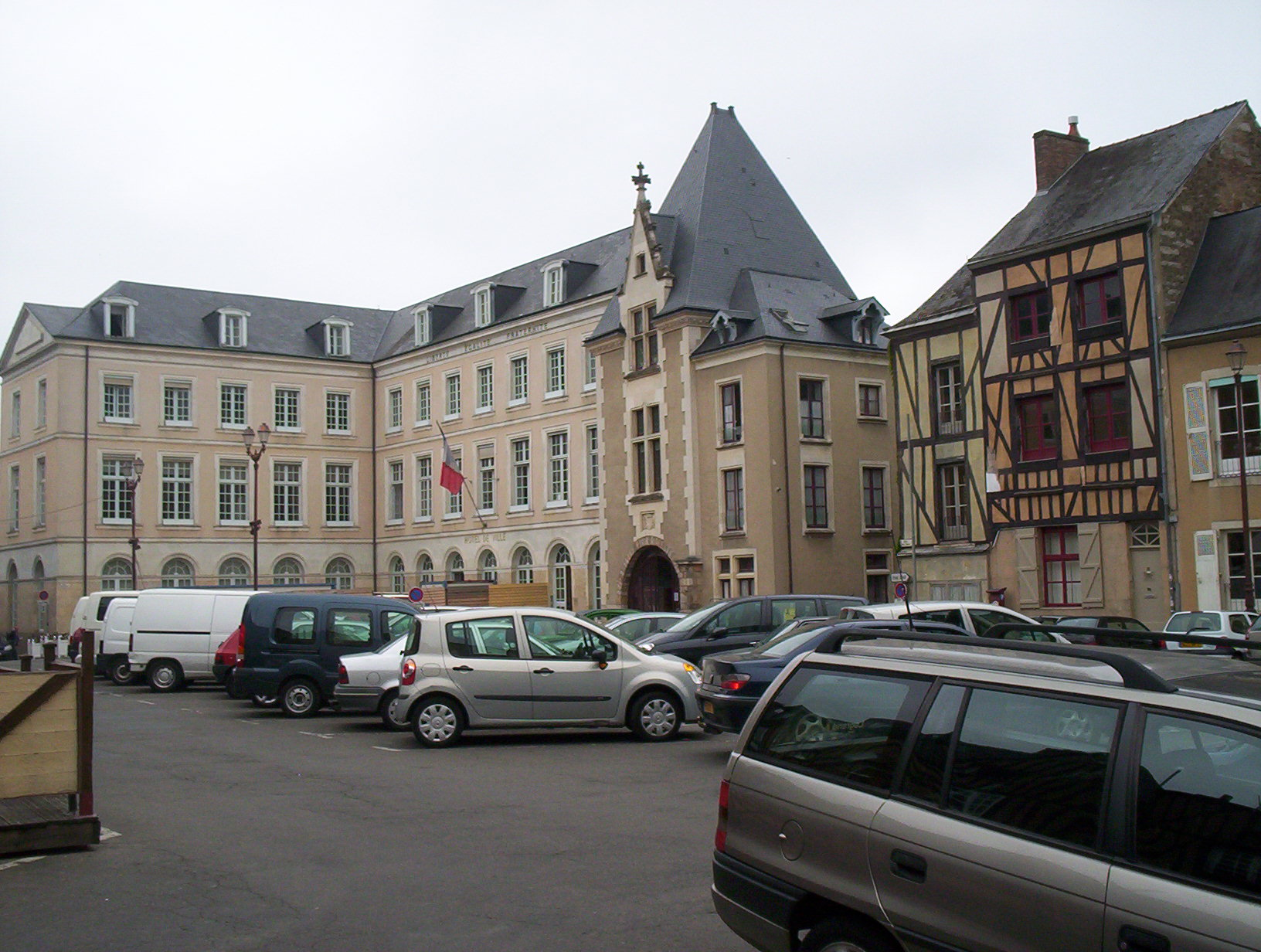
Place Saint-Pierre, lieu du pouvoir comtal

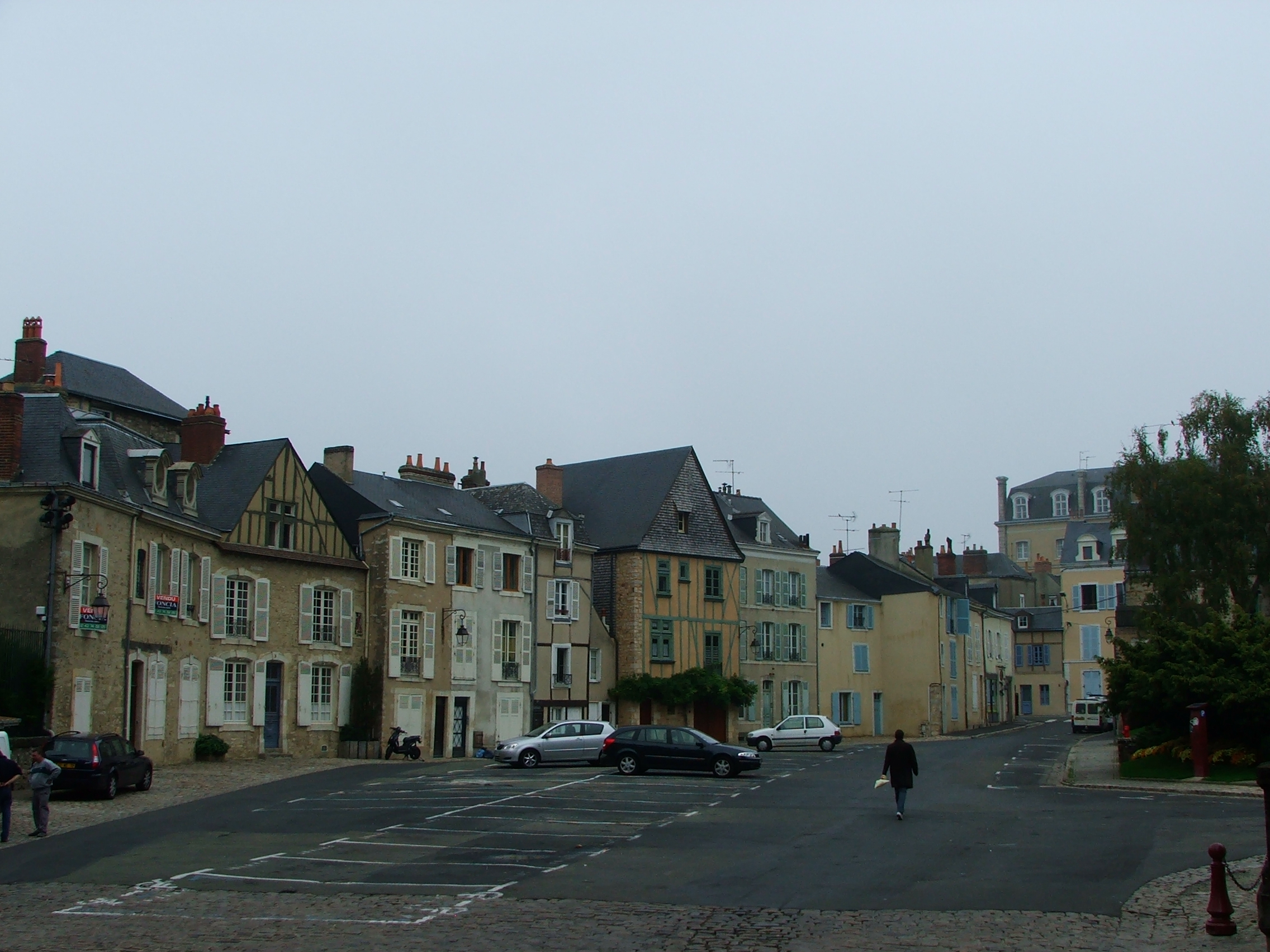
Place du Cardinal Grente, lieu du pouvoir religieux

La ville du Mans est sous la coupe de deux familles pour le moins importantes. D'un côté la seconde famille des comtes du Maine, menée par les descendants de Roger, applique le pouvoir militaire du roi. De l'autre, la puissante famille de Bellême règne sur l'épiscopat. Ce dernier est quasiment un lignage tant la famille y impose ses descendants de manière continue (au moins de 971 à 1055). Les hugonides parviennent cependant à chasser temporairement les Bellême après l'évêque Gervais.
Plus qu'une guerre intestine au sein de la cité, c'est la lutte des pouvoirs qui déchire la ville. L'opposition entre Herbert Ier du Maine (dit Éveille-Chien) et l'évêque Asegard est l'une des plus violentes. Lorsque l'évêque se fait construire son château de Duneau-sur-l'Huisne, le comte vient le détruire, l'édifice à peine achevé. Du côté de l'Église, Éveille-Chien est considéré comme l'« homme du diable », un comte ravageant les terres de l'Église sans retenue.
De l'autre, Avesgaud est un partisan de l'arrivée des comtes d'Anjou sur les terres du Maine. Ainsi, les affrontements entre comtes et évêques se poursuivent bien au-delà des limites de la capitale. Harcelé, Avesgaud est obligé de se réfugier au château de la Ferté-Bernard. Il est de nouveau assiégé par Herbert. Appelant à la rescousse l'évêque de Chartres, Fulbert, ce dernier excommunie Herbert avant que celui-ci ne se soumette et confesse ses fautes. Vers 1034, le comte Herbert se lance de nouveau à l'assaut du château de la Ferté. Avesgaud décide de quitter le Maine en partant pour un pèlerinage à Jérusalem. Il meurt à Verdun, sur le chemin du retour. On estime qu'Herbert sera puni en conséquence puisqu'il meurt lui aussi, quelque temps après.
Hugues IV est cependant mineur à la mort de son père. C'est donc Herbert Bacon, l'oncle même d'Éveille-Chien, qui succède à son neveu. Au même moment, Gervais, seigneur de Château-du-Loir, devient évêque de la cité. L'évêque parvient enfin à s'associer à la maison d'Anjou, à laquelle il livre l'évêché du Mans en patronage. Herbert Bacon est capturé par Geoffroy Martel. Ce dernier est un ambitieux ; après avoir accaparé le comté de Blois, celui de Vendôme, d'Angers, et plus tard celui de Tours, il n'aura finalement jamais complètement celui du Maine, enfermant même l'évêque Gervais (son ancien allié) pendant sept ans. Il réussit à garder sous sa coupe Hugues IV, mais sans pour autant s'installer dans le Maine. Il faut dire qu'au sein même de la cité, la rivalité comte-évêque ne s'arrête pas pour autant. Il conquiert la ville en 1057, mais ne peut même pas s'y installer. Trois ans plus tard, il se retire de la vie politique et se fait moine. Guillaume le Conquérant prend la ville du Mans en 1063. Dès le début du règne de Hugues IV sur la ville et jusqu'à la prise du Conquérant, le pouvoir comtal est à l'agonie.
À la mort de Hugues IV (1061), les Manceaux chassent la veuve et les enfants du comte. Geoffroy Martel est accueilli comme le nouveau comte. L'évêque en place est chassé par ce dernier. Le comte le remplace par un partisan angevin : l'évêque Vougrin, ancien abbé de l'église Saint-Serge d'Angers. Gervais, qui cherche toujours à contrecarrer les plans des Anjou, marie Herbert II à une fille du Conquérant. Ce dernier se reconnaît vassal de Guillaume. Il lui assure ainsi l'héritage du Maine au cas où il mourrait sans enfants.
Le 9 mars 1062, Herbert meurt justement, sans enfants. C'est l'heure des rivalités Normando-Angevines sur Le Mans. Alors que le clan d'Anjou tente de mettre Gautier du Vexin sur le trône du Maine, le Conquérant n'attend pas ; il se saisit du prétendant et l'emmène mourir avec sa famille à Falaise. Geoffroy de Mayenne, partisan des Angevins voit son château rasé par les Normands. Guillaume le Conquérant installe à la tête du Maine son propre fils : Robert Courteheuse. Pour pallier tout problème, celui-ci prête même serment devant le comté d'Anjou.
Le 10 mai 1065, Vougrin meurt, Courteheuse le remplace par l'évêque Arnaud. Celui-ci choisit d'installer un donjon aux côtés de la cathédrale romane, ce sera le futur château du Mans. Malgré quelques complots, toujours organisés par Geoffroy de Mayenne, le conquérant vient recevoir les clefs de la ville en mars 1073. Mais le vicomte Hubert du Maine mène la vie dure au Conquérant. Il sera le seul à avoir défendu un château face au Conquérant, au point que celui-ci renonce. Le siège dure de 1083 à 1086, et Guillaume finit par lui restituer ses biens. Le Conquérant meurt en 1087 et Robert Courteheuse vient au Mans pour recueillir la soumission des habitants et du clergé. C'est pourtant une période d'insurrection dans la ville. Foulque le Réchin est chargé de réprimer la population et de ramener l'ordre dans la cité. Les Manceaux, peu satisfaits de se voir tiraillés entre Normands et Angevins, décident de renouer une cabale secrète avec les descendants d'Herbert Eveille Chien. Mais les conflits règnent au sein même du lignage, pour savoir qui doit mener la famille. C'est finalement  Hélie de la Flêche qui l'emporte. Ce dernier rachète tout le comté du Maine à Hugues V pour 10 000 mansois.

### L'appel aux croisades, Le Maine et l'Anjou réunis
Urbain II vient au Mans en 1095. La grande nef de la Cathédrale, initiée par l'évêque Voulgrin, est achevée pour l'accueillir. Robert Courteheuse, toujours considéré comme le comte légitime du Mans, s'engage entièrement dans les croisades. Il réalise un emprunt de 10 000 marcs auprès de son frère roi d'Angleterre pour monter son armée. Il lui lègue en gage la Normandie et le Maine. Il ira combattre à Jérusalem et à Ascalon. Hélie, à l'inverse, pense que les Normands vont tenter de reprendre le Maine. Il reconstruit des châteaux aux confins de la province pour prévenir leur éventuelle arrivée. Celui de Dangeul est notamment érigé à cette époque. Les Bellêmes resurgissent en s'appuyant sur Guillaume le Roux, frère de Robert Courteheuse. Il réussit à emprisonner Hélie pour quelque temps, mais celui-ci est libéré rapidement, il se réfugie alors à Château-du-Loir. Guillaume Le Roux meurt en 1099, il peut ainsi prendre Le Mans. Il s'y installe en 1100, sous l’épiscopat de Hildebert de Lavardin . La garnison normande présente dans la ville ne tient pas très longtemps. Il finit par avoir l'appui d'Henri Ier Beauclerc, roi d'Angleterre. Cela est effectif lors de la victoire de Tinchebray, où les troupes mancelles avec quelques réserves anglaises, venues du sud, aident le gros des troupes anglaises en provenance du Nord. Assuré de la paix sur son comté, Hélie finit par lier définitivement le Maine et l'Anjou en mariant sa fille Erembourg à Foulque le Jeune, le futur Foulque V : comte d'Anjou, du Maine et de Touraine. Le comté du Maine ne sera dès lors plus jamais indépendant.

### Avènement des Plantagenêt
De l'union entre Erembourg et Foulque, naît au Mans Geoffroy le Bel dit Plantagenêt, fondateur de la dynastie du même nom. Il régnera sur le Maine et l'Anjou de 1128 à 1151. Son mariage en 1128 avec Mathilde d'Angleterre lui permet après plusieurs campagnes militaires de se proclamer duc de Normandie en 1144. Le Mans devient le point de départ et le centre de ce qu'on appellera « l'empire Plantagenêt ». Son fils Henri II fait valoir ses droits sur l'Angleterre dont il est proclamé roi en 1154. Richard Cœur de Lion, dont l'épouse, Bérengère de Navarre se retirera au Mans où elle fondera l'abbaye de L'Épau, lui y succédera en 1189. Puis Jean sans Terre abandonnera définitivement la ville à Philippe Auguste en 1204. La période de violences féodales s’achève alors. La monarchie, appuyée par l’Église, s’affirme et l’emprise de la ville se fortifie par sa fonction religieuse et son rôle économique. Le Mans s’agrandit hors des murs. De nouvelles voies d’accès sont aménagées, la navigation sur la Sarthe devient plus active et la circulation des hommes et des marchandises s’accentue avec la création de marchés et des foires.

## Bas Moyen Âge

### La guerre de Cent Ans
Lors de la Guerre de Cent Ans, le Maine est le théâtre de plusieurs batailles, obligeant les Manceaux à se replier derrière les murailles et à raser les faubourgs.
En 1425, défendue par le capitaine Baudouin de Tucé, la ville est prise par l'Anglais Thomas Montaigu, comte de Salisbury. Elle a ensuite été administrée par le fils du Roi d'Angleterre, Jean de Lancastre, Duc de Bedford, jusqu'à sa mort en 1435, se faisant nommer Duc d'Anjou et Comte du Maine, à la place des princes de la maison d'Anjou. En 1426, le Maine était presque entièrement tombé sous la domination anglaise. Cependant, les seigneurs français du Maine continuent à combattre les Anglais pour récupérer leurs terres et châteaux. Parmi les plus célèbres d'entre eux sont Ambroise de Loré et André de Lohéac.
En 1427, profitant de la complicité d'habitants du Mans, plusieurs seigneurs du Maine, menés par La Hire, se font ouvrir les portes de la ville dans la nuit et surprennent la garnison anglaise endormie sur les remparts. Le Duc de Bedford s'enfuit aussitôt et prévient le capitaine anglais John Talbot. Ce dernier rentre dans la ville avec son armée, de la même manière que les Français. Devant la supériorité numérique des renforts anglais, les Français doivent fuir à leur tour. Après cette attaque surprise, le Duc de Bedford fera pendre les Manceaux qui avaient ouvert les portes de la ville aux Français.
Parmi les seigneurs français ayant participé à cette attaque surprise, Louis d'Amboise, vicomte de Thouars, Guillaume d'Albret, Comte d'Orval, Jean de Vendôme, vidame de Chartres, ainsi que de nombreux seigneurs du Maine : Jean de Beaumanoir, seigneur de Lavardin, Beaudouin de Tucé, seigneur de Tucé et la Guierche, Jean V de Bueil, Jacques de Maridort, seigneur de Vaux, Hervé de Maulny, seigneur de Saint-Aignan, Charles de Couësme, seigneur de Lucé, Robert des Croix, les seigneurs de Montfaucon, de Graville, du Boulay, de Mondan, de la Roche, de la Frêlonnière, de l'Espinay, de Créance et de Beauvais.
Les seigneurs de Lohéac et de Lavardin échouent à surprendre à nouveau la garnison anglaise de la ville en 1428.
Entre 1429 et 1431, les combats entre Français et Anglais se concentrent autour de la campagne de Jeanne d'Arc. Ils ne reprennent vraiment qu'en 1431 dans la Sarthe, avant de s'éloigner à nouveau dès 1435, notamment vers l'Île-de-France, la Picardie et la Normandie, régions reconquises par le roi Charles VII sur les Anglais.

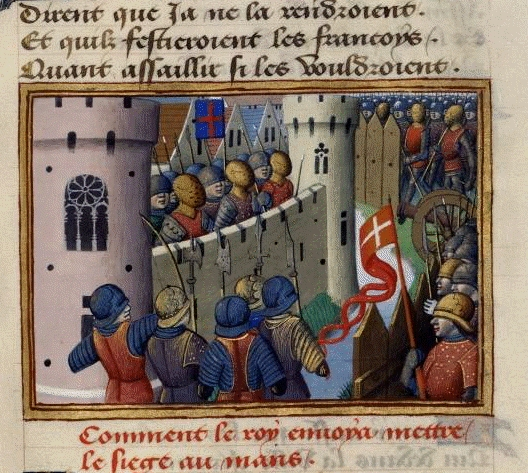
1448 Charles VII reprend Le Mans

Les Anglais refusant d'appliquer le traité de Nancy de 1444 qui prévoyait leur retrait de la ville du Mans et du Comté du Maine, une puissante armée française de 6 000 hommes commandée par le connétable de Richemont entre dans le Maine en 1447. Cette fois, les Anglais sont affaiblis par les campagnes du roi de France et le Maine est rapidement repris. En 1448, le roi Charles VII dirige le siège du Mans à distance depuis le château de Lavardin, possessions du comte de Vendôme, Jean VIII de Bourbon-Vendôme. La garnison anglaise du Mans doit négocier sa reddition à l'approche de l'armée commandée par le comte de Dunois.

### Retour de la prospérité à la fin duXVesiècle
Le Maine a été ravagé pendant la guerre de Cent Ans. Cependant, au lendemain de cette guerre, Le Mans connaît une nouvelle expansion. Après la mort du dernier comte Charles en 1481, le roi Louis XI hérite du Maine. La ville se transforme, les affaires reprennent et la culture se répand.
Lors des guerres de religion entre les calvinistes et les catholiques, qui durent quarante ans, Le Mans n’est pas épargné. La nouvelle du massacre de la Saint-Barthélemy atteint la ville fin août, mais la municipalité protège les protestants en les emprisonnant.
L’affermissement de la monarchie met fin aux discordes générales et assure la paix dans le Maine.

## Renaissance: capitale culturelle et religieuse
Le Mans, capitale du Maine est considérée comme un foyer intellectuel de la Renaissance. Nombreux sont les écrivains et intellectuels de l'époque à élire domicile dans la ville. Au XVe siècle, Arnoul et Simon Gréban sont les auteurs et metteurs en scène de nombreuses tragédies religieuses, aussi appelées « mystères ». Ils sont les instigateurs officiels du divertissement Manceau et se trouveront salués aussi bien par Marot que Du Bellay. Leur principal espace de représentation est le terrain de ce que sera plus tard la place des Jacobins. Ils produisent des écrits en passant par les imprimeries de la ville rouge et de ses faubourgs. À la fin du XVe siècle, le Cardinal de Luxembourg est le mécène de la cité orange. La cathédrale est encore agrémentée d'orgues et de tapisseries. En 1509, les tapisseries des saints Gervais et Protais sont réalisées. Artiste illustre, Simon Hayneufve est nommé chapelain du grand doyen Lezin Cheminard. Ce même chapelain est l'auteur de la chapelle de l'évêché, aujourd'hui détruite. Il serait par ailleurs l'auteur des plans du grabatoire du Mans, actuel évêché construit de 1538 à 1542.

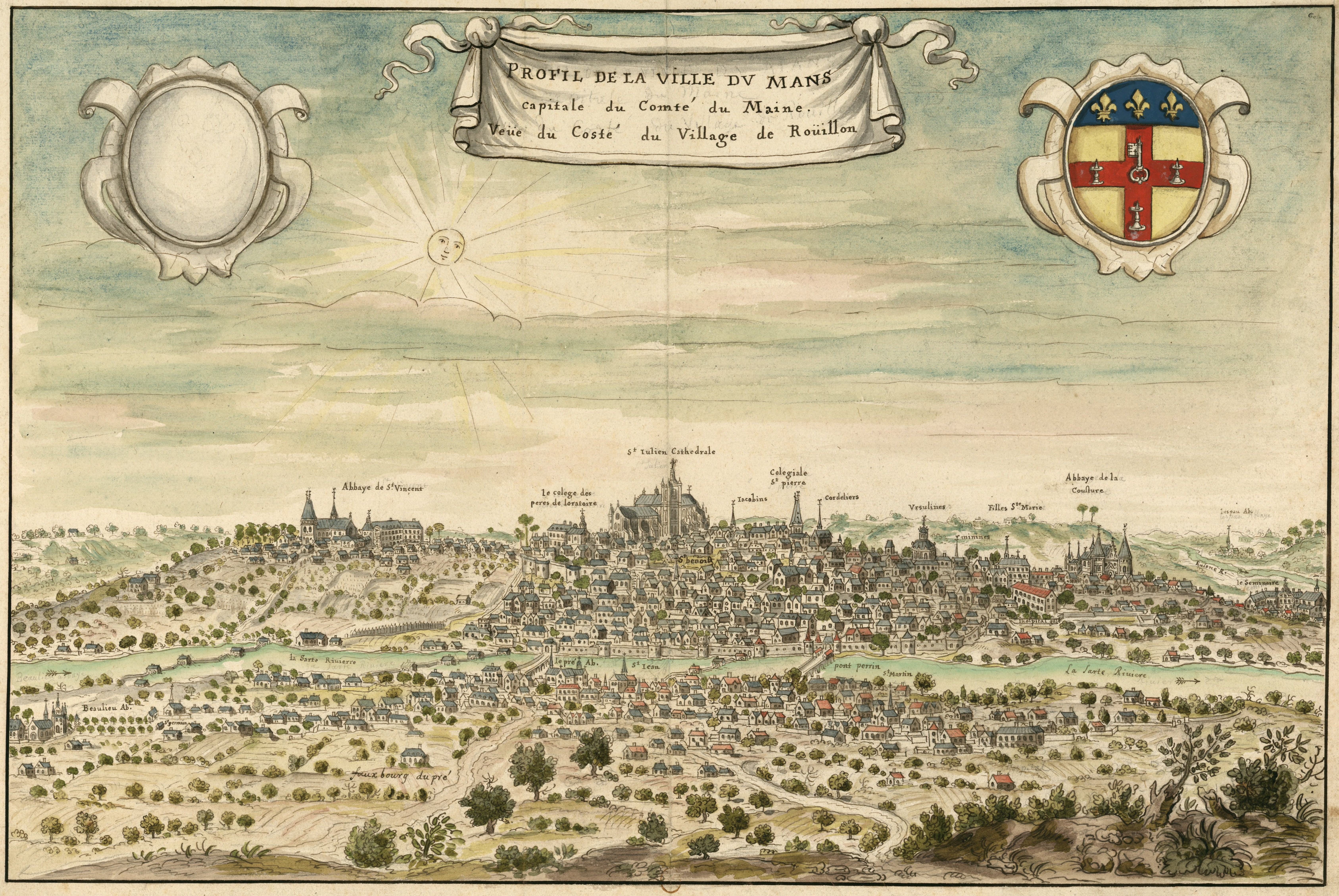
Vue globale de la ville depuis Rouillon aux alentours de 1690

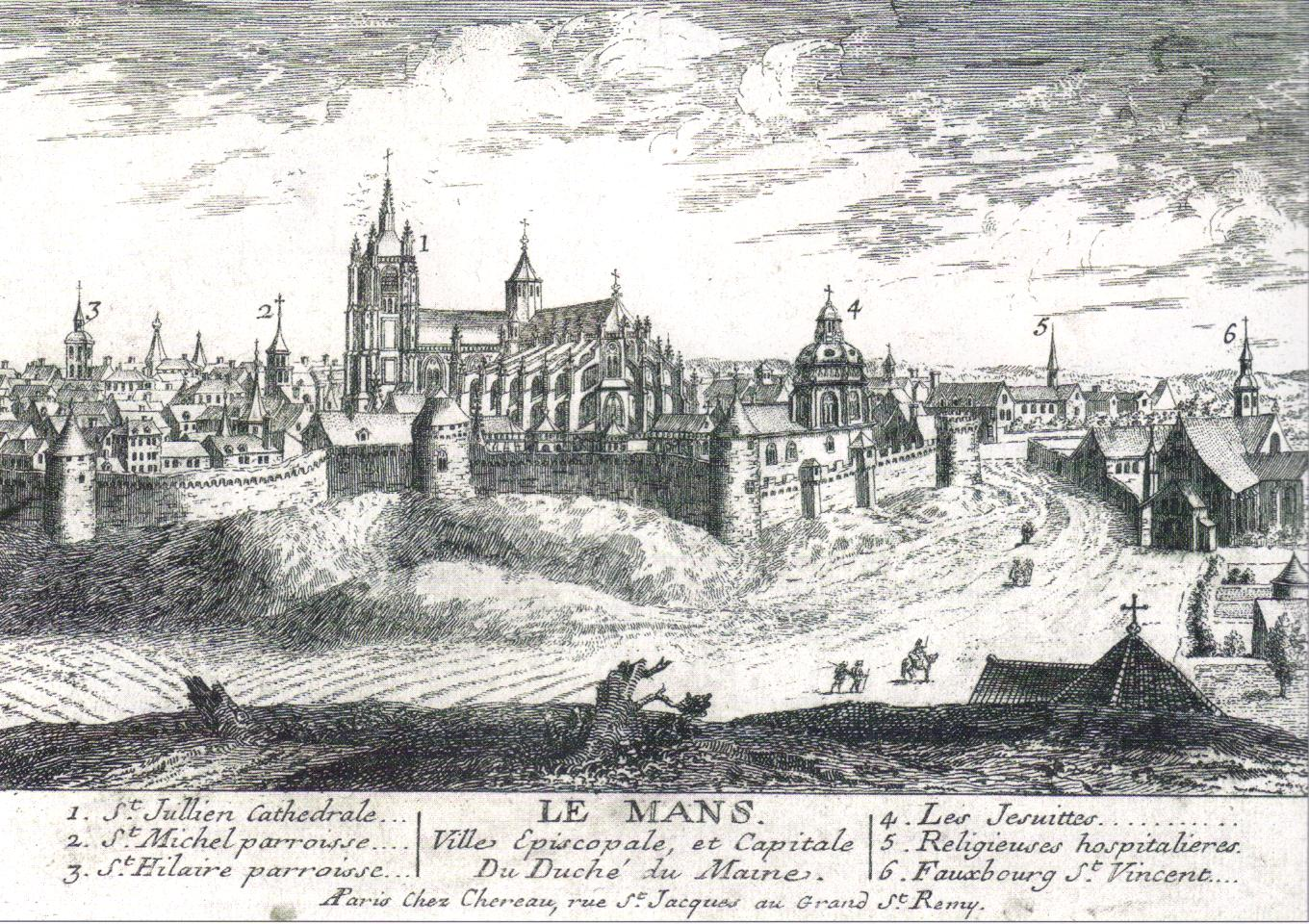
La vieille ville et le faubourg St-Nicolas aux alentours de 1770

René et Jean du Bellay sont de grands amis des lettres et de grands amateurs d'art. Le Mans ne possède pas d'université, mais est pourtant un espace de rencontre et d'échanges, surtout sous l'égide de la religion chrétienne. On attribue à la ville d'être le berceau de la Pléiade. Martin Guérande fut le secrétaire de Philippe de Luxembourg et Jacques Peletier, secrétaire de René du Bellay. Michel Bureau est théologien et administrateur de l'abbaye de la Couture. Sous son influence, la culture se développe au Mans comme avec le scolastique Geoffroy Boussard. Mais il invite également des humanistes adeptes d'études de langue profane. Ainsi l'abbaye Saint-Vincent accueillera le poète Charles Ferrand. La Couture devient un centre culturel incontournable avec l'abbé Adam Fumée qui regroupe autant de savants, de poètes et de philosophes que possible. Nicolas Fumé, neveu d'Adam, choisira un successeur humaniste en la personne de René Flacé, qui choisira de faire son catéchisme à la fois en latin et langue vernaculaire.
Les funérailles de Guillaume du Bellay, en 1543, sont alors un évènement national. Ses frères lui élèvent un magnifique tombeau. C'est ici que se serait réellement formé le groupe de la Pléiade, autour de Jacques Peletier. François Rabelais et  Pierre de Ronsard connaissent également bien la ville et cette rencontre avec les frères Du Bellay est historique. Jacques Peletier publiera dans ses Œuvres Poétiques une pièce de Ronsard et de Du Bellay intitulée A la ville du Mans. René Du Bellay sera plus tard le protecteur de Pierre Belon lorsqu'il passera dans la région. Il lui demandera notamment de lui procurer des essences rares pour son château de Touvoie, reconnu comme un véritable « paradis arboricole de la Renaissance ».
Jacques Tahureau est un poète qu'Éluard remettra au goût du jour dans son Anthologie de la poésie française. Il aura été un grand membre de la Brigade, avant-garde de la Pléiade. Un de ses grands amis aura été Jean-Antoine de Baïf et tous deux prendront leurs quartiers en marge de la ville, dans la campagne du plateau manceau. Nicolas Denisot offrira ses poèmes et ses cantiques aux Manceaux de l'époque. Il sera un écrivain des plus appréciés de la ville. Jacques Peletier comme François Grudé amèneront le pantagruélisme au Mans. Tous deux seront reconnus comme de grands penseurs, avant tout grammairiens et lexicographes, biographes. La croix du Maine fera ainsi sa Bibliothèque française, publiée en 1584 avec les biographies et bibliographies de 2 095 auteurs. Toute l'élite intellectuelle de la seconde moitié du XVIe siècle y est mentionnée et décrite. Robert Garnier, Manceau d'adoption publiera Porcie en 1568 ou Sédécie en 1850. Il meurt au Mans en 1590, profondément atteint par les guerres et les conflits de son époque.
Le 3 avril 1562, sur l'ordre de Jean de Vignolles, lieutenant particulier en la sénéchaussée du Maine, toutes les portes de la vieille ville sont fermées. On la transforme en forteresse protestante. Les faits sont alors écrits et racontés par Théodore de Bèze. L'histoire veut que personne n'ait été tué ou même blessé dans cette prise de pouvoir « pacifique ». Mais le sénéchal condamne un chanoine à être pendu en place publique quelques jours après. Ce dernier est accusé d'avoir tué un gentilhomme protestant, c'est début des affrontés et de la terreur sur la cité mancelle. Religieux comme bourgeois catholiques s'enfuient comme ils peuvent de la ville et se réfugient dans leurs métairies ou dans les faubourgs alentour comme Sainte-Croix ou Pontlieue. Le roi leur demande alors de rendre la ville au royaume et dans le même état que comme ils l'ont prise. La remontrance de réponse du 29 avril est depuis lors devenue célèbre. Ils sont alors « contraint à garder le château et l'enceinte ainsi que toutes les forces pour conserver l'entière servitude et obéissance du roi ». Les protestants organisent la protection de la ville et l'organisation spécifique des cultes. Au palais royal sont organisées des séances de « prêches » pour convertir le petit peuple qui est seul resté dans la ville. On rafle, brûle et pille nombre d'édifices de l'ancien culte comme à Saint-Julien. Le 7 mai, on fait l'inventaire des biens restants pour éviter le pillage des soldats. Finalement le petit peuple finit par se soulever et pille lui-même tous les biens de la ville. Le calme n'est toujours pas rétabli lorsque les villes aux alentours, comme Blois ou Angers, sont récupérées par les catholiques. Le 11 juillet, la ville est finalement abandonnée à la hâte. Dans la perspective religieuse de l'époque, on explique que les fuyards ont eu l'illumination divine et que Dieu les a avertis de ce qu'ils encouraient. La foi catholique au Mans devient des plus grandes.

## LesXVIIeetXVIIIesiècles

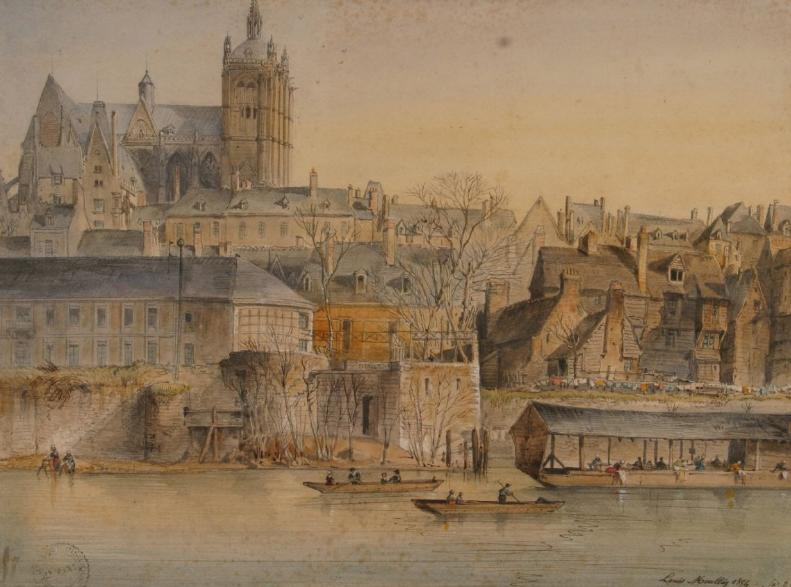
Peinture de Louis Moullin

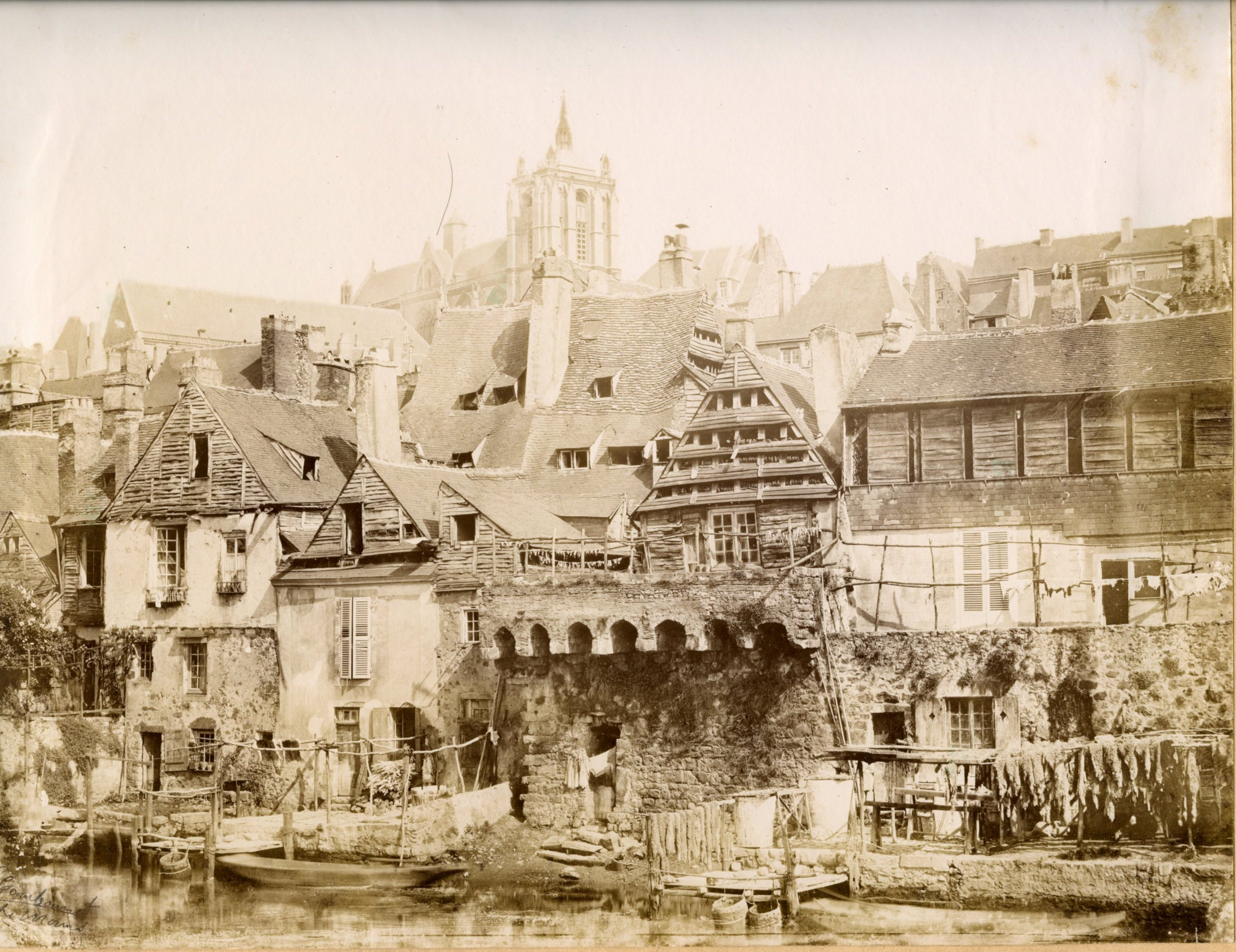
Milieu du XIXe

Dès la fin du XVIe et jusqu'à la Révolution on trouve un important savoir-faire pour les sculptures de terres cuites polychromiques, aujourd'hui encore visibles dans les musées du Mans ou dans les édifices religieux de la ville. De telles œuvres d'art trouvent leurs racines dans les œuvres de Germain Pilon. D'un autre côté, les XVIIe et XVIIIe siècles sont marqués par le développement de la production de cire et de textile. La qualité de la cire du quartier du Pré est reconnue et recherchée jusque dans les grandes cours européennes. Pour le textile, l’invention en 1650 d’une nouvelle étamine va permettre aux métiers à tisser du Mans d’avoir une renommée internationale (en 1740, deux tiers de la production étaient exportés à l’étranger). L’industrie textile sera la plus dynamique jusqu’au XIXe siècle avec la fabrication de toile de jute. Deux églises continuent de s'imposer à une ville qui demeure assez resserrée sur elle-même : la cathédrale Saint-Julien et la collégiale Saint-Pierre-la-Cour. Les populations hésitent à s'installer dans les faubourgs. Pendant des siècles, ils ont été les premiers touchés par les guerres incessantes. Pourtant, marque d'une nouvelle expansion (et de l’offensive de la Contre-Réforme tridentine), en quarante ans (1602-1642), pas moins de cinq nouveaux ordres religieux s'installent dans les faubourgs en créant cinq nouveaux monastères. La colline du Vieux-Mans est rapidement surpeuplée. Les tisserands et travailleurs du lin, du cuivre ou du chanvre, sont repoussés sur les bords de la rive gauche de la Sarthe. Les nouveaux « quartiers bas » voient le jour. Sales et lugubres, il faudra attendre la deuxième moitié du XIXe siècle pour les voir disparaitre à l'image des quartiers de Gourdaine ou encore du faubourg des Tanneries. 
Au XVIIIe siècle, l'agglomération comprend 16 paroisses dont les trois quarts demeurent sur la rive droite. Autour du Vieux-Mans se regroupent quelque 11 paroisses alors que la rive gauche n'en regroupe que cinq. À l'est et au sud de la ville, la population s'étend également au long du XVIIIe siècle. La vie économique s'installe désormais place des Halles. L'extension urbaine est cependant vite stoppée par les terres cultivées qui enserrent toujours la ville, et appartiennent pour certaines aux monastères de la ville. L'administration royale voit l'évolution positive de la ville et y installe de nouveaux magistrats et officier royaux. Les élites deviennent bourgeoises. Les riches négociants quittent la colline originelle pour s'installer dans les nouveaux faubourgs du sud et de l'est : ce sont les futurs quartiers République et Bollée. Des hôtels riches et spacieux sont bâtis en dehors des murailles à l'image de l'hôtel Desportes de Linières, bâti en 1760.

## Révolution française et Premier Empire

Blason de la ville du Mans sous le Premier Empire.

La bataille du Mans constitue l'affrontement le plus meurtrier de la guerre de Vendée lors de la Virée de Galerne.
L'armée vendéenne atteint Le Mans le 10 décembre 1793, après un court combat à Pontlieue. Cette réussite fut de courte durée et bientôt les Vendéens sont désorganisés et contraints de se replier sur Laval. L'affrontement sanglant dans la cité verra aussi le massacre des milliers de traînards entre Le Mans et Laval. 10 000 à 15 000 Vendéens sont tués parfois lors d'atrocités qui n'auront d'égales que  les Colonnes infernales qui suivirent  et qui tranchent avec le relatif calme avec lequel la cité Cénomane traversa la révolution de 1789, la reconquête éphémère de la cité par les chouans en 1799 puis l'Empire.

## Les révolutions politiques et économiques duXIXesiècle
Très vite, les Manceaux comprennent l’importance du chemin de fer. En 1844, Le Mans s’intéresse à la ligne Paris-Rennes. Alençon et Le Mans se disputent  cette ligne. Finalement, l’agglomération mancelle est choisie. Ce nouvel aménagement a changé la structure de la ville ; De nouvelles industries et commerces se sont implantés. La population grossit et la ville s’étend.
En 1842, Ernest Sylvain Bollée installe sa fonderie de cloche et par la suite crée plusieurs grandes entreprises. Son fils, Amédée Bollée père crée plusieurs voitures à vapeur à partir de 1873. En 1896, Amédée Bollée fils fabrique sa première voiture à essence, l’entreprise qu'il créa alors existe toujours. Léon Bollée, le deuxième fils d'Amédée Père, invente à l’âge de 19 ans une machine à calculer et fondera ensuite une entreprise d’automobiles qui fonctionnera jusque dans les années 1930.
En 1880, Jules Carel crée l’entreprise Carel-Fouché, celle-ci aura jusqu’à 1 000 employés et fermera en 1987.
En 1885, les entreprises mancelles déclinent ou stagnent. Seule la fonderie, avec l’essor de la mécanique, progresse. On développe le chemin de fer au sein du département de la Sarthe ainsi qu’un premier réseau de lignes téléphoniques en 1893.
Avec l’essor de l’automobile, Georges Durand fonde l’Automobile club de la Sarthe qui devient bientôt l’Automobile club de l’Ouest (ACO). Il organise un premier grand prix en 1906, ancêtre de la célèbre course des 24 Heures du Mans. C'est aux Jacobins que se tient le plus grand marché de la région Ouest. Avant la guerre, il absorbe même la plupart des marchés locaux du département. Les matières négociées sont orge, blés, avoines, chanvres, pommes de terre. Le commerce de fourrage et de grain est même pratiqué. Beaucoup de commerçants transitaires y achètent des produits manceaux et bretons pour les distribuer sur le bassin parisien et plus largement, la France entière. La foire aux oignons qui avait lieu tous les derniers vendredi d'août est restée comme une date symbolique car aujourd'hui encore se déroule à cette époque de l'année La Foire des 4 jours, l'une des plus grandes de France par sa capacité d'accueil et son succès.[réf. nécessaire]
C'est au Mans, par Ariste Jacques Trouvé-Chauvel un autre  passionné d'automobile que passe la création des premières banques décentralisées et Société d'assurance Mutuelles dès 1841, inertie donnant plus tard naissance aux groupes d'assurances, de banques et de mutualités.
Parallèlement, l'aviation connaît ses premiers balbutiements initiés par Wilbur Wright invité par les frères Bollée, et c'est aux Hunaudières le 8 août 1908 que décolle le Flyer.
Dans la deuxième partie du siècle s'installeront dans la cité plusieurs maître verriers dont certains auront une renommée internationale  qui perdure encore au XXIe.
À la fin du XIXe siècle, la ville possède une vocation commerciale et industrielle importante. On y trouve :
- Une dizaine d'ateliers de vitraux[9] ;
- 5 manufactures de toile et de tissage ;
- 8 manufactures de produits alimentaires ;
- 7 fonderies ;
- 3 manufactures de chaussures.

## XXesiècle

### Seconde Guerre mondiale
Le 19 juin 1940, au cours de la bataille de France, les Allemands du XXXVIII.Armee-Korps, commandé par le général Erich von Manstein, s'emparent de la ville. Celui-ci rapporte dans ses mémoires : « Je traversai Le Mans où mon grand-père était entré en vainqueur soixante-dix ans auparavant et visitai la magique cathédrale. »
Le Mans est libéré des Allemands le 8 août 1944 par la Third US Army du général George Patton, au cours de la bataille de Normandie.

## Sources et notes